# Northlight (игровой движок)
Northlight — игровой движок, разработанный финской компанией Remedy Entertainment специально для внутреннего использования.

## История разработки
Предыдущие разработки Remedy Entertainment, Max Payne и Alan Wake, были разработаны с использованием собственных движков, созданных Remedy. Движком дилогии Max Payne стал MaxFX, тогда как движок, используемый в Alan Wake, получил название Alan Wake engine. 
Northlight стал дальнейшей эволюцией вышеуказанных движков и впервые использовался в Quantum Break 2016 года. По словам креативного директора Remedy Сэма Лейка, «движок Northlight стал эволюцией их процесса сторителлинга». Движок Northlight может, предположительно, захватывать лица при помощи захвата поверхности и 4D-сканирования лучше, чем предыдущие разработанные движки.
Графический программист Remedy Вилле Тимонен утверждает, что «Quantum Break — это вторая игра в мире, использующая DirectX 12, поддержка которого реализована в движке Northlight».

## Игры, использующие Northlight
| Год  | Игра                   | Платформа                                                             | Жанр                                     |
| ---- | ---------------------- | --------------------------------------------------------------------- | ---------------------------------------- |
| 2016 | Quantum Break          | Xbox One, PC (Windows)                                                | Шутер от третьего лица, action-adventure |
| 2019 | Control                | ПК (Windows), Xbox One, PlayStation 4, Xbox Series X/S, PlayStation 5 | Шутер от третьего лица, action-adventure |
| 2022 | CrossFire X (кампания) | Xbox One, Xbox Series X/S                                             | Шутер от первого лица                    |
| 2023 | Alan Wake 2            | ПК (Windows), Xbox Series X/S, PlayStation 5                          | Survival horror                          |
| 2025 | FBC: Firebreak         | ПК (Windows), Xbox Series X/S, PlayStation 5                          | Action-adventure                         |
| TBA  | Control 2              | ПК (Windows), Xbox Series X/S, PlayStation 5                          | Action-adventure                         |
| TBA  | Max Payne 1 & 2 Remake | ПК (Windows), Xbox Series X/S, PlayStation 5                          | Шутер от третьего лица                   |